# 那乌古桥
那乌古桥，位于中国广东省阳江市阳春市春湾镇那乌村委会公路旁，为阳春市的一个市级文物保护单位，类型为古建筑，公布时间为1979年。
那乌古桥的历史年代为清代。